# Werner Humpert
Werner Humpert (* 1949 oder 1950) ist ein deutscher Sportmoderator.
Der aus Dortmund stammende Humpert studierte Politik und Geschichte an der Universität Münster. Bereits in dieser Zeit war er für verschiedene Zeitungen als freier Mitarbeiter tätig. Ab 1979 war er fester Bestandteil der Sportredaktion des ZDF, überwiegend zuständig für Basketball und Motorsport. Er berichtete von zahlreichen Fußball-Weltmeisterschaften und Olympischen Spielen, kommentierte unter anderem die Basketball-Europameisterschaft 1993 in 3sat und liefert überdies insbesondere Hintergrundberichte oder zeichnet für Reportagen verantwortlich.